# 巴爾野鯪
巴爾野鯪，為輻鰭魚綱鯉形目鯉科野鯪屬的其中一個種。該物種於1948年由Ludovico di Caporiacco描述，主要分布於非洲莫三比克淡水溪流，體長可達5.5公分。

## 扩展阅读
維基物種上的相關：巴爾野鯪